# Stephen Wiltshire

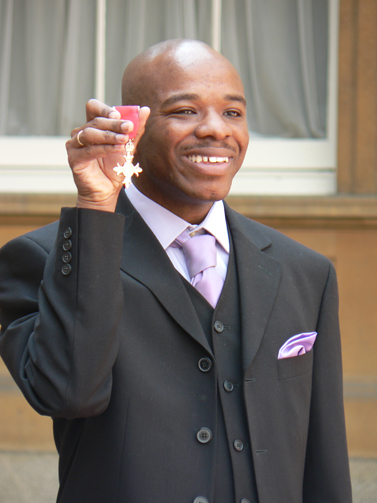
Stephen Wiltshire anlässlich seiner Auszeichnung als MBE im Buckingham Palace 2007

Stephen Wiltshire, MBE (* 24. April 1974 in London) ist ein autistischer Künstler mit einer Inselbegabung. Er interessiert sich hauptsächlich für Erdbeben, Automobile und Architektur.

## Leben

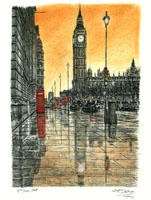
„Big Ben on a rainy evening in London“ („Big Ben an einem regnerischen Abend in London“) von Stephen Wiltshire

Bei Stephen Wiltshire, auch genannt „die lebende Kamera“, wurde im Alter von drei Jahren Autismus diagnostiziert. Im selben Jahr starb sein Vater bei einem Motorradunfall. Im Alter von vier Jahren wurde Stephen an die Queensmill School in London verwiesen, wo sein Interesse für das Zeichnen geweckt wurde. Seine Zeichnungen dienten ihm zur Kommunikation. Im Alter von acht Jahren begann er mit der Zeichnung von Autos und Städten nach Erdbeben.
Sein Lehrer Chris Marris förderte seine Begabung; mit seiner Hilfe lernte Wiltshire im Alter von neun Jahren auch das Sprechen. Im Alter von zehn Jahren zeichnete Wiltshire eine Serie von Bildern, genannt London Alphabet, eine Reihe von Londoner Sehenswürdigkeiten, jeweils eine Zeichnung pro Buchstabe.
Inzwischen ist Wiltshire ein berühmter Künstler. Seine Inselbegabung ermöglicht es ihm, ein Objekt zu betrachten und danach ein sehr genaues und detailreiches Bild zu zeichnen. Im Rahmen zweier Experimente zeichnete er nach Rundflügen über London und Rom detaillierte Panoramaansichten beider Städte. Dies wiederholte er mit der Skyline von Frankfurt im Rahmen der RTL-Fernsehshow Unglaublich! Die Show der Merkwürdigkeiten vom 13. September 2006 ebenso wie mit der Ansicht von Hongkong.
Wiltshires Werk ist seitdem Bestandteil mehrerer Fernseh-Dokumentationen, der Neurologe Oliver Sacks widmete ihm ein Kapitel in seinem Buch Eine Anthropologin auf dem Mars (An Anthropologist On Mars). Wichtige Zeichnungen Wiltshires sind dargestellt in Floating Cities. Venice, Amsterdam, Leningrad and Moscow, London 1991.

## Ehrungen
Im Jahr 2007 wurde Stephen Wiltshire in Anerkennung seiner Leistungen durch Königin Elisabeth II. zum Member of the Order of the British Empire (MBE) ernannt.

## Werke
- Cities (1989)
- Floating Cities (1991)
- Stephen Wiltshire's American Dream (1993)

## Dokumentationen
- Petra Höfer, Freddie Röckenhaus: Expedition ins Gehirn. Eine Reise in die mysteriöse Welt der Superbegabten in drei Teilen (ARTE und Radio Bremen, 2006, 156 Minuten) zu den Themen Gehirn (E-Hirn, S-Hirn), Savant und Autismus. DVD: ISBN 3-8058-3772-0